# Marcus Schmuck
Marcus Schmuck (18. dubna 1925 Maria Alm am Steinernen Meer – 21. srpna 2005 Salcburk) byl rakouský horolezec. V roce 1957 společně s Hermannem Buhlem zorganizovali expedici, která měla za cíl zdolání 12. nejvyšší hory světa Broad Peak v pohoří Karákóram v Pákistánu. Expedice byla úspěšná, Schmuck, Buhl, Kurt Diemberger a Fritz Wintersteller v červenci roku 1957 poprvé vystoupili na hlavní vrchol Broad Peaku vysoký 8051 m n. m.. Zajímavé je, že první pokus byl neúspěšný, když dosáhli jen předvrcholu a sestoupili. Po několika dnech odpočinku v základním táboře však při druhém pokusu uspěli. O několik dní později spolu s Winterstellerem poprvé zdolali také nedaleko ležící sedmitisícovku Skilbrum. Později byl Schmuck úspěšným organizátorem výprav do velehor celého světa.

## Úspěšné výstupy
- 1957 Broad Peak (8051 m n. m.) – první výstup na vrchol
- 1957 Skilbrum (7420 m n. m.) – první výstup na vrchol
- 1982 Muztag Ata (7546 m n. m.) – nová cesta